# Dogae-myeon
Dogae-myeon (koreanska: 도개면) är en socken i kommunen Gumi i provinsen Norra Gyeongsang i den centrala delen av Sydkorea, 185 km sydost om huvudstaden Seoul.